# ماريا كونتريراس سويت
ماريا كونتريراس سويت (بالإنجليزية: Maria Contreras-Sweet)‏ (من مواليد 1955) هو المديرة الرابعة والعشرين والحالية لإدارة الأعمال الصغيرة في الولايات المتحدة وتشغل المنصب منذ 7 أبريل 2014.